# Ghindeni
Ghindeni – wieś w Rumunii, w okręgu Dolj, w gminie Ghindeni. W 2011 roku liczyła 1936 mieszkańców.